# Ole Nørskov Sørensen
Ole Nørskov Sørensen, danski rokometaš, * 13. januar 1952, Aarhus.
Leta 1980 je na poletnih olimpijskih igrah v Moskvi v sestavi danske rokometne reprezentance osvojil 9. mesto.